# 匙萼龙胆
匙萼龙胆（学名：Gentiana stragulata）是龙胆科龙胆属的植物，是中国的特有植物。分布于中国大陆的西藏、云南等地，生长于海拔3,000米至4,300米的地区，多生在山坡草地，目前尚未由人工引种栽培。